# Francisco Salles da Rocha

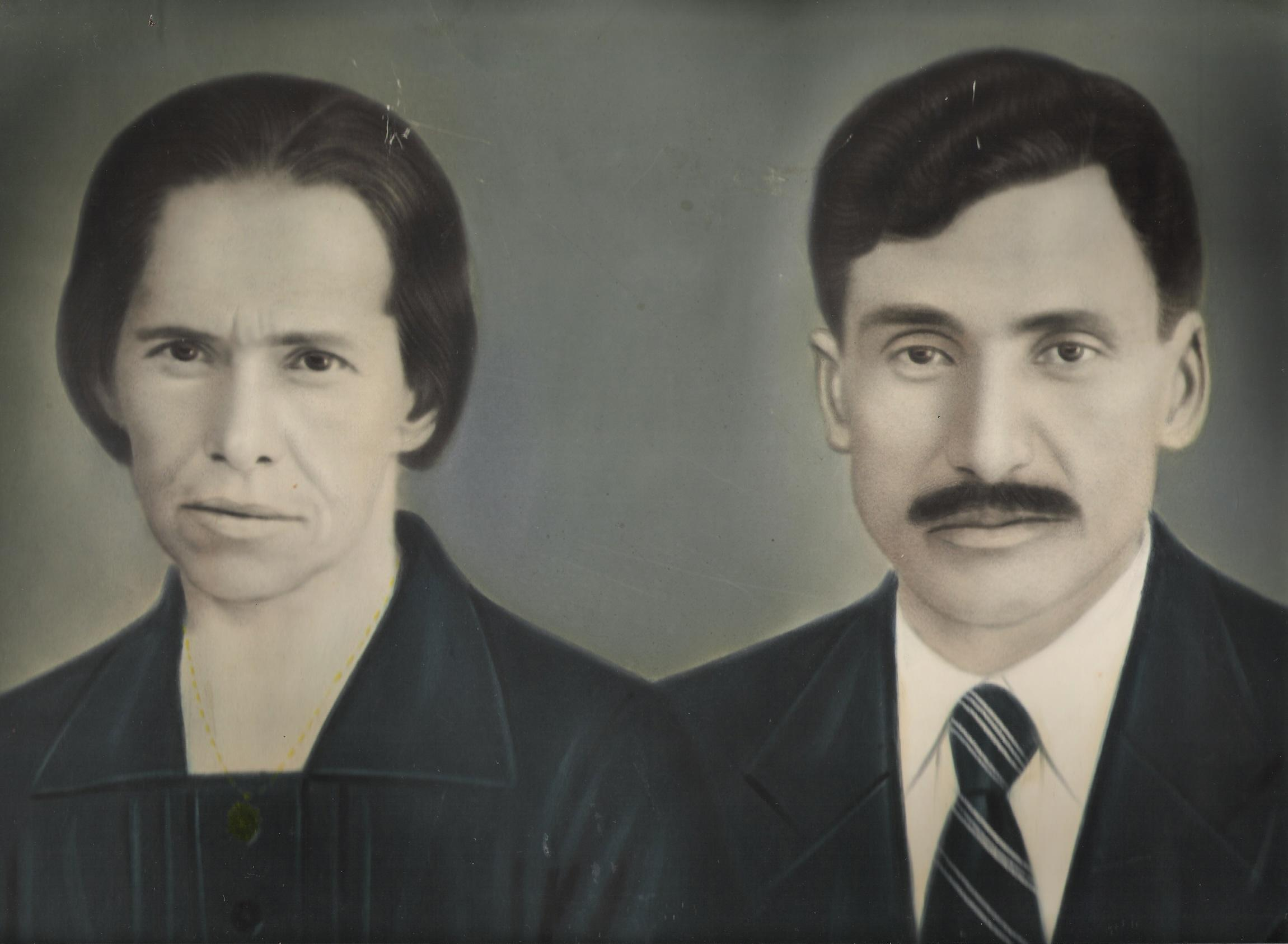
Francisco Salles da Rocha e a esposa, Ana Cândida de Jesus.

Francisco Salles da Rocha (Macaúbas, 1893 – Três Lagoas, 25 de julho de 1969) foi um comerciante brasileiro e pioneiro da cidade de Três Lagoas, no estado de Mato Grosso do Sul.
Filho de João Crispim da Rocha e Silvana Rosa de Sousa, casou-se, ainda em Macaúbas, Bahia, com Ana Cândida de Jesus, filha de Miguel Altino de Oliveira e Maria Efigênia de Oliveira. Com ela, teve vários filhos. Migrou com a família para Três Lagoas no início da década de 1920, enfim.
Estabeleceu-se, no entanto, na zona rural, ao norte do rio Sucuriú, nas proximidades do ribeirão Beltrão. Tendo como vizinhos pessoas como Jovino José Fernandes e Misael Garcia Moreira, ali, em terras arrendadas, criou uma pernoite para tropeiros em comitiva.
Tratava-se de um estabelecimento onde se oferecia pastagens para o gado das comitivas, além de um local onde os vaqueiros pudessem dormir e onde eram alimentados. O início da década de 1920 era um momento favorável a esse tipo de negócio, uma vez que o ciclo do gado se fortalecia em Três Lagoas. Ademais, além da pernoite para tropeiros, Francisco Salles da Rocha se dedicava ao treinamento de cavalos.
Na década de 1930, foi um acidente com um cavalo que tirou a vida de sua esposa, Ana Cândida de Jesus. Anos mais tarde, Francisco Salles da Rocha viria a se casar novamente, no entanto, desta vez com dona Filhinha, viúva de João Moreira, este, por sua vez, filho do Capitão Benevenuto Moreira e irmão de Misael Garcia Moreira.
Sempre à frente de seu hotel rural, Francisco Salles da Rocha somente se afastou do mesmo quando adoeceu, no final da década de 1960, tendo falecido no ano de 1969 e deixado dona Filhinha viúva por uma segunda vez.
Foi pai de Almira Salles da Rocha.